# Robert Morlino
Robert Charles Morlino (ur. 31 grudnia 1946 w Scranton, Pensylwania, zm. 24 listopada 2018 w Madison) – amerykański duchowny katolicki, biskup Madison w metropolii Milwaukee w latach 2003–2018.

## Życiorys
Kształcił się w seminarium jezuickim prowincji Maryland, Uniwersytecie Fordham i Uniwersytecie Notre Dame. 1 czerwca 1974 otrzymał święcenia kapłańskie. Wykładał na kilku uczelniach i służył jako instruktor kształcenia ustawicznego dla kapłanów i świeckich. W październiku 1983 inkardynował się do diecezji Kalamazoo w Michigan. Pracował tam m.in. jako wikariusz biskupi, konsultant teologiczny ordynariusza Alfreda Markiewicza, promotor sprawiedliwości w Trybunale Diecezjalnym. W 1990 uzyskał doktorat z teologii moralnej na Uniwersytecie Gregoriańskim w Rzymie. Od 1991 rektor katedry św. Augustyna w Kalamazoo.
6 lipca 1999 otrzymał nominację na biskupa diecezji Helena w Montanie. Sakry udzielił mu ówczesny nuncjusz w USA Gabriel Montalvo Higuera. 23 maja 2003 został mianowany ordynariuszem Madison w Wisconsin, zaś 1 sierpnia tegoż roku kanonicznie objął urząd.
Zmarł około godziny 21:15 czasu miejscowego w szpitalu St. Mary’s Hospital w Madison.